# Blastobasis seeboldiella
Blastobasis seeboldiella é uma espécie de mariposa do gênero Blastobasis pertencente à família Coleophoridae.